# Trachypollia
Trachypollia là một chi ốc biển, là động vật thân mềm chân bụng sống ở biển trong họ Muricidae, họ ốc gai.

## Các loài
Các loài thuộc chi Trachypollia bao gồm:
- Trachypollia didyma (Schwengel, 1943)[2]
- Trachypollia lugubris (C.B. Adams, 1852)[3]
- Trachypollia nodulosa Adams[4]
- Trachypollia sclera Woodring, 1928[5]
- Trachypollia turricula (Maltzan, 1884)[6]